# Comté de Titus
Le comté de Titus, en anglais : Titus County, est un comté situé au nord-est de l'État du Texas aux États-Unis. Fondé le 11 mai 1846, son siège de comté est la ville de Mount Pleasant. Selon le recensement des États-Unis de 2020, sa population est de 31 247 habitants. Le comté a une superficie de 1 103 km2, dont 1 063 km2 en surfaces terrestres. Il est baptisé à la mémoire d'Andrew Jackson Titus.

## Organisation du comté
Le comté est fondé le 11 mai 1846, à partir de terres des comtés de Bowie et de Red River. Il est définitivement organisé et autonome le 13 juillet 1846.
Il est baptisé en l'honneur d'Andrew Jackson Titus, un pionnier installé dans le comté de Red River ayant participé à la guerre d'indépendance du Mexique puis ayant contribué à l'annexion du Texas par les États-Unis.

## Géographie
Le comté est situé au nord-est du Texas, aux États-Unis,.
Il a une superficie totale de 1 102,3 km2, composée de 1 051,6 km2 de terres et de 50,7 km2 de zones aquatiques.

## Comtés adjacents
|                   | Comté de Red River |                 |
| Comté de Franklin | comté de Titus     | Comté de Morris |
|                   | Comté de Camp      |                 |

## Démographie

Pyramide des âges du comté de Titus (2000).

Lors du recensement de 2010, le comté comptait une population de 32 334 habitants. Elle est estimée, en 2017, à 32 904 habitants,.